# Lana Del Rey
Elizabeth Woolridge Grant (født 21. juni 1985 i New York City), bedre kendt som Lana Del Rey, er en amerikansk singer-songwriter. Hun har beskrevet sig selv som en "gangsta-udgave af Nancy Sinatra" og har nævnt kunstnere som Britney Spears, Elvis Presley og Antony and the Johnsons som sine musikalske inspirationskilder. Hun brød igennem med singlen "Video Games" i 2011, som er forløber til albummet Born to Die (2012).

## Koncert i Danmark
I oktober 2012 blev det offentliggjort at Lana Del Rey ville give sin første koncert i Danmark i april 2013. . Det blev dog til en kontroversiel affære, bl.a. på grund af en debat om retorik i medierne. Oprindeligt skulle hun kun havde spillet én koncert ved Falconer Salen i København d. 12 april 2013, men billetterne blev udsolgt på en halv time og endnu en koncert blev opsat i hovedstaden, dog ved spillestedet Tap1 5. April . Hun opførte udelukkende sange fra hendes debutalbum Born to Die, men gav også versioner af Nirvanas Heart Shaped Box og Bob Dylans Knockin' on Heaven's Door. Koncert blev næsten udelukkende mødt med ros fra kritikerne. B.T. belønnede hende med 5 ud af 6 stjerner og skrev at hun: svævede hen over scenen som et spøgelse, der havde forladt jorden for tidligt, men stadig havde en masse sørgelige historier om (tabt) kærlighed at fortælle. Nynne Hein Møller fra musikmagasinet Gaffa gav hende samme karakter og mente at Lana opretholdte sin mystiske figur: Den holdt fuldstændig live og gjorde, at man ignorerede det noget dukke-agtige udseende og en scene-opførsel, der også hørte til blandt de pæne pigers. .
En anmeldelse vakte dog en mindre debat. Thomas Treo fra Ekstra Bladet skrev, at koncerten var en fiasko; Det var tragikomisk og en omgang fatal femme fatale og gav Lana bundkarakteren én stjerne ud af seks . I samme anmeldelse beskrev han hende desuden som "en narrefisse", hvilket førte til en mindre debat. Den danske TV-vært Hans Pilgaard var forarget over Treos ord langede ud efter ham på sin Facebook-profil: Er det virkelig okay at kalde et menneske for 'fæl narrefisse' og 'syg kælling', bare... fordi man ikke kan li´det hun laver eller den hun er?. Han mente desuden, at Treos anmeldelse var sprogligt fattigt og menneskeligt sørgeligt. Politiken fulgte op på sagen, og her beklagede andre danske musik-anmeldere Treos ord, og ifølge retorik-ekspert Trine Nebel, rådgiver om branding og kommunikation, overtrådte Treo reglen for moralsk habitus. Redaktionschef på Ekstra Bladets Flash-redaktion mente dog at Treo tog udgangspunkt i sangerens eget sprogbrug, eftersom Lana Del Rey beskrev sig selv med vulgære proklamationer. 

## Diskografi
- Lana Del Ray (2010)
- Born to Die (2012)
- Ultraviolence (2014)
- Honeymoon (2015)
- Lust for Life (2017)
- Norman Fucking Rockwell! (2019)
- Chemtrails over the Country Club (2021)
- Blue Banisters (2021)
- Did You Know That There's a Tunnel Under Ocean Blvd (2023)